# Ricardo Castro Ríos
 Ricardo Castro Ríos  (Vigo, Pontevedra, Galicia, España, 2 de abril de 1920 - Buenos Aires, Argentina, 21 de enero de 2001), cuyo verdadero nombre era Manuel Francisco Castro Ríos fue un actor con extensa trayectoria en el cine, radio, teatro y televisión de Argentina, país donde vivió desde los 6 años. Estuvo casado con la actriz Dorita Ferreiro.  

## Trayectoria profesional
Mientras estudiaba abogacía se vinculó a la actuación en teatros vocacionales y cuando comenzó a recibir elogios del público y de la crítica dejó aquellos estudios y completó su formación con Esteban Serrador y Ana Lasalle. Debutó en la representación de El rosal de las ruinas y su última actuación fue en La llegada del batallón.
También actuó en radioteatros pero el medio en el que desarrolló su actividad con mayor variedad e intensidad fue el cine, en el que logró la composición de caracteres disímiles e interpretaciones potentes y convincentes. Debutó en cine en La cabalgata del circo  (1945), más adelante se lució como pareja de Laura Hidalgo en María Magdalena (1954) y de Irma Córdoba en Cinco gallinas y el cielo  (1957).
Fue convocado en diversas oportunidades en que la película requería la apostura y la seducción de un galán. Así tuvo a su cargo el papel del seductor que envuelve con palabras dulces las intrigas de la comedia Una viuda difícil   (1957), pero también supo mostrar la nobleza en la amistad, en Requiebro (1955), acompañando a Carmen Sevilla y Ángel Magaña dirigidos por Carlos Schlieper. Su capacidad para expresar la ternura y la emoción se mostró en el segmento El angelito de Todo el año es Navidad (1960), en el que trabaja junto a Nelly Meden, cuando encarna a Federico, el hombre casado que no puede tener hijos y se niega a la adopción, pero también supo ser el inescrupuloso delincuente de El gran robo (1968) que dirigió y protagonizó Rossano Brazzi en Argentina.
En 1952 –segundo año de la televisión argentina- trabajó en ciclos de teleteatro en Canal 7 y en 1958 lo hizo en el mismo canal con Roberto Escalada y Fernanda Mistral en el ciclo Teleteatro de bolsillo que se transmitía los sábados por la noche.
En abril de 1964 se inició la transmisión de un programa de gran repercusión popular que se prolongaría por varias temporadas, titulado El amor tiene cara de mujer, una creación de Nené Cascallar en la que Castro Ríos integró el cuarteto de galanes con Iván Grondona, Sergio Malbrán y Fabio Zerpa. Las protagonistas femeninas eran Delfy de Ortega, Angélica López Gamio, Iris Láinez y Bárbara Mujica. En 1968 protagonizó el programa Hoy se dicta sentencia, por Canal 7.

## Filmografía
Actor
- Amnesia   (1994)
- Los gatos (Prostitución de alto nivel)   (1985)
- La casa de las sombras   (1976)
- Don Carmelo Il Capo   (1976)…Mario Contini
- Carmiña (Su historia de amor)   (1975)…Héctor Grimaldi
- Los chiflados dan el golpe   (1975)
- Juan Manuel de Rosas   (1972)
- Simplemente una rosa   (1971)
- El extraño del pelo largo   (1970)
- El hombre del año   (1970)
- Una cabaña en la Pampa   (1970)
- Salvar la cara   (1969)  …Doblaje de Rossano Brazzi
- Kuma Ching   (1969)
- La vida continúa   (1969)
- El gran robo   (1968)  …Integrante de la banda
- Maternidad sin hombres   (1968)
- ¡Al diablo con este cura!   (1967) …Sacerdote
- Misión 52   (inédita) (1962)
- Esta tierra es mía   (1961)
- Punto y banca o Patricia mía   (1961)
- Todo el año es Navidad   (1960) Federico (segmento "El angelito")
- Un centavo de mujer (1958)
- Una viuda difícil (1957)
- Cinco gallinas y el cielo (1957)
- Marta Ferrari (1956)
- El juramento de Lagardere (1955)
- Requiebro   (1955)
- Vida nocturna   (1955)  …Pablo Márquez
- María Magdalena (1954)
- Las tres claves   (1953) …Inspector Ricardo Leiva
- Nace un campeón (1952)
- Café cantante (1951)…Pacorro
- El secreto de una vida (1949)
- Rodríguez supernumerario (1948)
- Historia de una mala mujer (1947)
- Mirad los lirios del campo (1947)
- Inspiración (1946)
- A sangre fría  (1946) …Chofer del Dr. Morel
- La cabalgata del circo (1945)

## Televisión
- Claudia Morán (serie) (1986) …Ramón Ríos
- Señorita maestra (serie) (1983) …Alfredo Batallán
- El coraje de querer (telenovela) (1980]
- Hoy se dicta sentencia (1968)
- El amor tiene cara de mujer (serie) (1964)
- Teleteatro de bolsillo (1958]